# 埃莱娜·切基尼
埃莱娜·切基尼（義大利語：Elena Cecchini，1992年5月25日—），意大利女子自行车运动员，2021年世界公路自行车锦标赛混合团体接力铜牌得主、2022年世界公路自行车锦标赛混合团体接力银牌得主。